# Государство Рюрика
Государство Рю́рика (Новгородская Русь, Северная Русь, Ладожско-Ильменская полития; самоназвание неизвестно) — государство (раннегосударственное образование) или предгосударственное образование в северной части Восточно-Европейской равнины докиевского периода формирования Древнерусского государства во главе с династией Рюриковичей.
Согласно наиболее ранней сохранившейся русской летописи «Повесть временных лет» начала XII века, государству Рюрика предшествовала конфедерация славянских и финно-угорских племён, изгнавшая, а затем призвавшая на княжение варягов. Основание государства летопись связывает с призванием варягов во главе с Рюриком (по условной летописной датировке — 862 год). Центром государства Рюрика и Олега (в начале его правления) была Ладога (ныне Старая Ладога) (по версии Ипатьевского списка «Повести временных лет») или Новгород (согласно Лаврентьевскому списку «Повести временных лет» и Новгородской первой летописи младшего извода; археологически Новгород за данный период не выявлен; с древним Новгородом связывается соседнее с ним Рюриково городище). Некоторые историки считают, что Государству Рюрика предшествовал Русский каганат.
После установления контроля над Киевом и переноса в него столицы (по «Повести временных лет» — 882 год) государство в историографии принято называть Древнерусским или Киевской Русью.

## Названия
Единого наименования для государства Рюрика-Олега с центром в Приволховье (Рюриково городище) в исторической науке не утвердилось. В арабских источниках X века государство Рюрика, предположительно, описано под названием «ас-Славийя». В киевский период (950-е годы) византийский император Константин Багрянородный в трактате «Об управлении империей» называл земли новгородцев Внешней Русью, в отличие от более близких к Византии киевских владений — Руси.

## Формирование

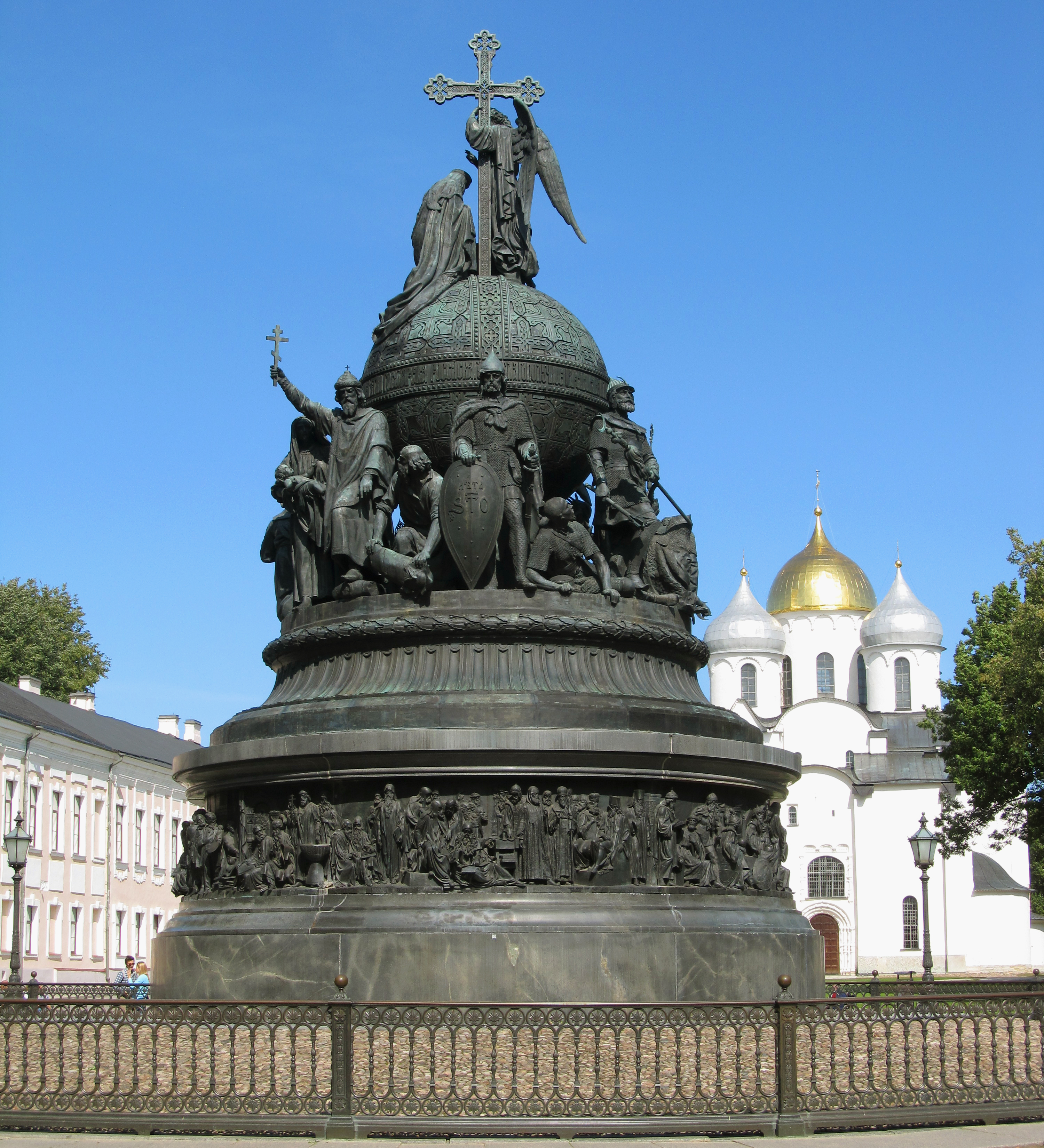
Памятник Тысячелетию Государства Российского, воздвигнутый в Новгороде в 1862 году в честь тысячелетнего юбилея призвания варягов на Русь

Для возникновения и развития «вторичных» государственных образований, к числу которых принадлежали и Древнерусское, и германские и древнескандинавские государства, возникшие в условиях контактов с уже сложившимися государствами, имели значение как внутренние предпосылки, создаваемые производящим хозяйством и ведущие к стратификации общества, так и внешние факторы — военная деятельность, торговля и др. В то же время возникновение «северной конфедерации племён», возглавляемой нобилитетом входивших в её состав племён и непосредственно предшествовавшей Древнерусскому государству, ни одним из исследователей не связывается успехами экономического развития региона. Производящее хозяйство было принесено сюда лишь в ходе славянской колонизации, незадолго до времени существования «конфедерации». Природные особенности региона, климат, сильная лесистость, незначительное количество плодородных почв не способствовали интенсивному росту земледелия. Лишь в середине VIII века на Волхове возникает небольшое поселение Ладога, которое в первой половине IX века становится предгородским поселением торгово-ремесленного характера численностью несколько десятков человек. Северо-западный регион переживает более интенсивное развитие начиная с середины — конца VIII века.
Единственным крупномасштабным явлением в данном регионе, синхронным названному процессу, было формирование торгового пути, соединившего Балтику с Поволжьем, Булгарией, Хазарией и Арабским халифатом через Неву, Ладогу и Волгу, что прослеживается прежде всего по распространению арабского серебра. Балтийско-Волжский торговый путь возник как продолжение на восток сложившейся к середине 1-го тысячелетия н. э. системы торговых коммуникаций, связывавшей центральноевропейский, североморский и балтийский регионы. К VI—VII векам балтийский участок пути достиг Свеаланда. К середине VIII века этот торговый маршрут уже оканчивался Ладогой. Возникновение на протяжении IX века на территории до Волги торгово-ремесленных поселений и военных стоянок, где повсеместно фиксируется скандинавский этнический компонент, свидетельствует о продлении торгового маршрута и его выходе к Булгарии. Поселения IX века, носящие в археологии названия «Рюриково» Городище, Крутик у Белоозера, Сарское городище, позднее — древнейшие поселения во Пскове, Холопий городок на Волхове, Петровское, Тимерёво и др. — располагались на торговой магистрали или её ответвлениях. Рядом исследователей отмечались роль Балтийско-Волжского пути как трансъевропейской магистрали и его значение для экономического развития Восточной Европы и Скандинавии. Вдоль торговой магистрали вырастали поселения, обслуживавшие торговцев, пункты, контролировавшие опасные участки пути, возникали места для торговли с местным населением (ярмарки). Местные товары включали пушного зверя и продукты лесных промыслов, мёд, воск и др. Окружающая территория вовлекалась в торговлю и обслуживание торгового маршрута, племенная знать контролировала эту деятельность, в результате чего возрастала социальная стратификация. Потребность в местных товарах для их реализации в торговых пунктах усиливала роль даней. Увеличение объёма собираемых даней имело следствием усложнение потестарных структур и усиление центральной власти. О важном значении торговли в этом регионе свидетельствовали арабские авторы X века в известиях, восходящих к источникам IX века (Ибн Руста, автор «Худуд ал-Алам», ал-Истахри, Ибн Хаукаль, ал-Факих и др.).
В ряде источников IX века правитель русов назывался каганом (хаканом). Самое раннее сообщение об этом относится к 839 году (Бертинские анналы). Этот титул стал основанием для историографических гипотез о существовании Русского каганата.
Многие учёные помещали Русский каганат на юге (Среднее Поднепровье и другие варианты). Ряд учёных локализовали Русский каганат на севере Восточной Европы, где ранее всего фиксируется скандинавское присутствие (Ладога — Рюриково городище в Новгороде — Ростов — Старая Русса) (А. А. Шахматов, С. Ф. Платонов, В. В. Бартольд, О. Прицак, К. Цукерман, Д. А. Мачинский, Дж. Шепард, Е. А. Мельникова).
А. Н. Кирпичников допускает, что ещё до 839 года (прибытия послов хакана росов в Ингельгейм) центром Русского каганата была Ладога. Согласно Д. А. Мачинскому, государство русов появляется в последней трети IX века на болотистом «острове русов» арабских авторов. По мнению учёного, «к началу IX в. в Поволховье и на Сяси археологически выявлены все необходимые элементы для того, чтобы правитель этой области… „в пику“ хазарскому кагану мог гордо именовать себя тем же титулом». К. Цукерман выделяет два периода формирования Древнерусского государства, первый из которых соответствует эпохе Русского каганата, второй — эпохе государства Рюрика. Центр каганата учёный помещает в Новгородском Городище, поскольку присутствие скандинавов археологически засвидетельствовано в Поволховье именно в 830-е — 860-е годы.

## Хронология
В «Повести временных лет» призвание варягов во главе с Рюриком датируется 862 годом, а захват Олегом Киева — ровно 20 годами позже, 882 годом. Летописные даты древнейшей русской истории со времён А. А. Шахматова признаются измышлением летописцев XII века. Исходя из письменных источников, не связанных с русскими летописями, а также данных археологии, К. Цукерман датирует начало правления Рюрика 890-ми годами, а перенос столицы в Киев — 930-ми годами, при этом относя возникновение славянско-скандинавского государства на берегах Волхова ещё к 830-м годам.

## Письменные источники

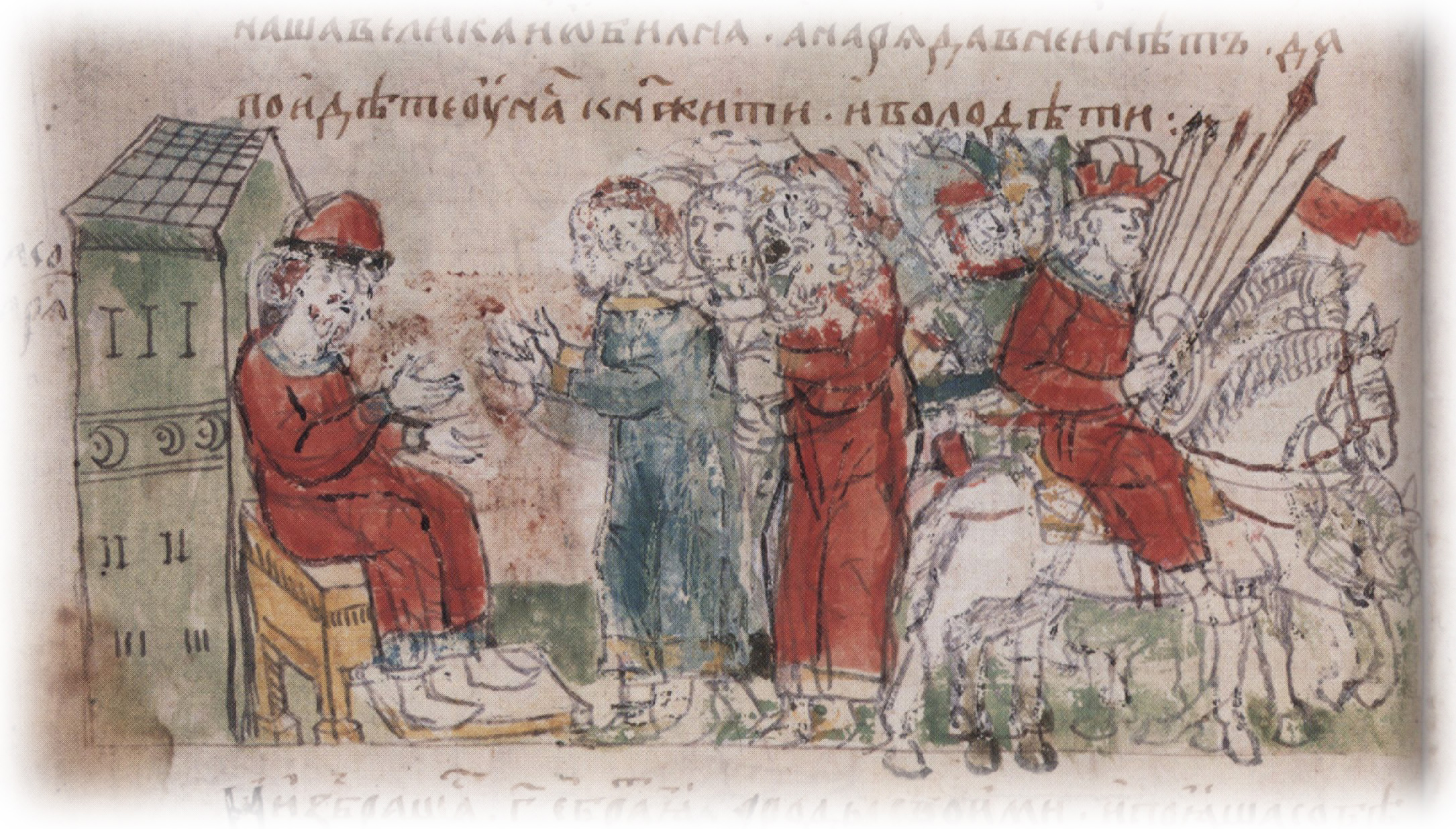
Приглашение варягов славянскими и финнскими племенами; переселение трёх братьев со своими родами в славянские земли (862). Миниатюра из Радзивилловской летописи, конец XV века

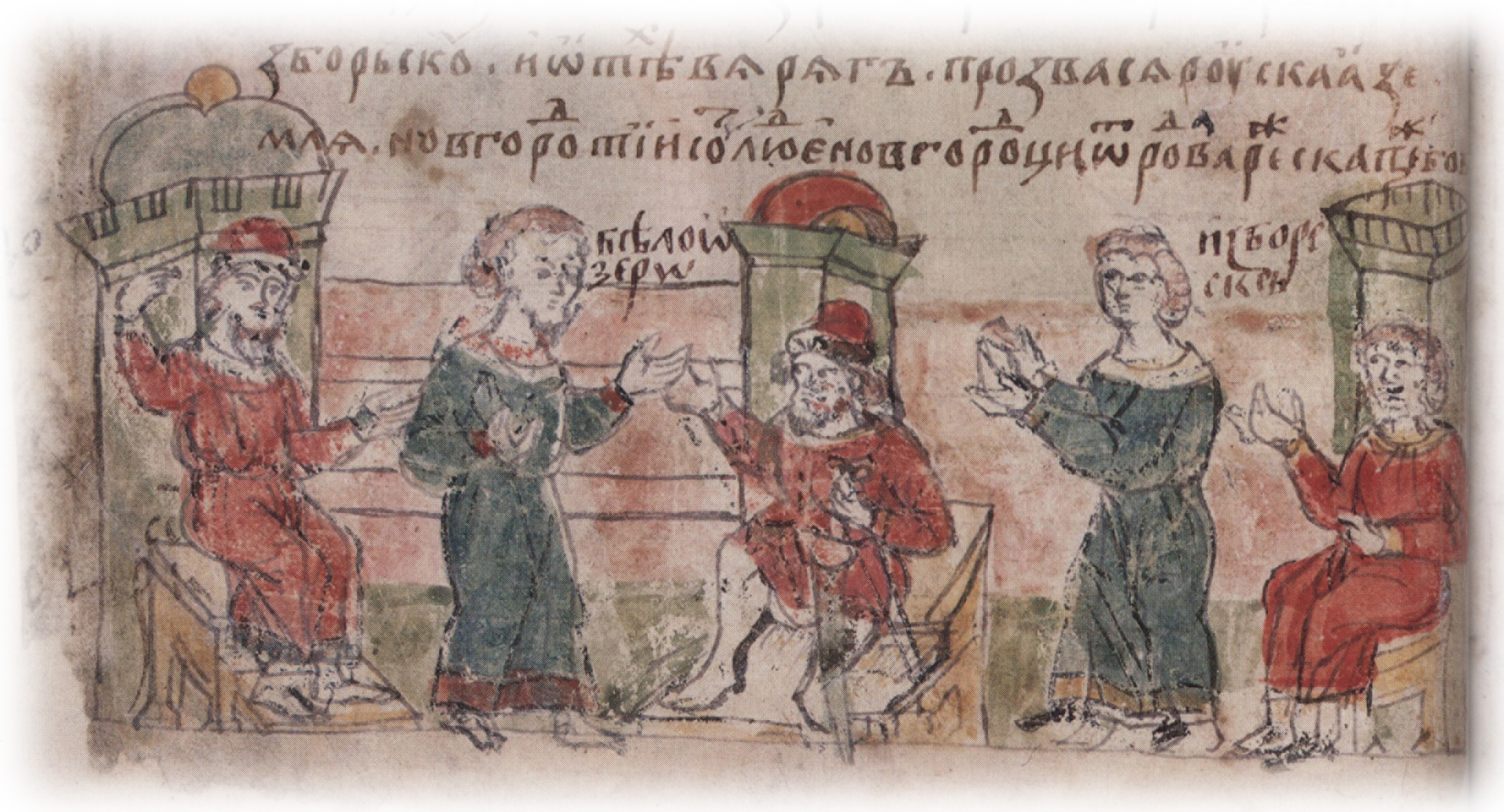
Княжение варяжских братьев Рюрика, Синеуса и Трувора (862). Миниатюра из Радзивилловской летописи, конец XV века

Летописным основателем считается варяжский правитель Рюрик, призванный в Приволховье местными финскими и славянскими племенами (см. призвание варягов). Археологические данные свидетельствуют, что Рюриково городище, предполагаемая новгородская княжеская резиденция середины IX века, обладало яркими признаками скандинавского присутствия, причём возникла значительно ранее Новгорода.
Согласно русским летописям, варяги и раньше брали дань с Поволховья, куда входили земли проживания чуди, ильменских словен, мери, веси и части кривичей.
В эпоху Рюрика, помимо Новгорода, из подчинённых ему городов упоминаются также Ладога, Белоозеро, Изборск, Ростов, Муром, Полоцк. Рюрик сажает в основных городах своих наместников:

«И принял всю власть один Рюрик и пришел к Ильменю, и поставил город над Волховом, и назвал его Новгород, и сел тут княжить, и стал раздавать мужам своим волости и города ставить — тому Полоцк, этому Ростов, другому Белоозеро. Варяги в этих городах — находники, а коренные жители в Новгороде — славяне, в Полоцке — кривичи, в Ростове — меря, в Белоозере — весь, в Муроме — мурома, и над теми всеми властвовал Рюрик».
Оригинальный текст (церк.-сл.)И прия Рюрикъ власть всю одинъ, и пришед къ Ильмерю, и сруби город надъ Волховом, и прозваша и́ Новъгород, и сѣдѣ ту, княжа, и раздая мужемъ своимъ волости и городы рубити: овому Полътескъ, овому Ростовъ, другому Бѣлоозеро. И по тѣмь городомъ суть находницѣ варязи; пѣрвии населници в Новѣгородѣ словенѣ, и в Полотьскѣ кривичи, Ростовѣ меряне, Бѣлѣозерѣ весь, Муромѣ мурома. И тѣми всѣми обладаше Рюрикъ.

Поздняя Никоновская летопись XVI века за этот период упоминает о походах киевского князя Аскольда на полочан и кривичей, о подавлении Рюриком выступления оппозиции и бегстве части её в Киев к Аскольду. Если даже Полоцк и подчинялся Рюрику, то довольно скоро приобрёл политическую самостоятельность, так как в 970-е годы им правил независимый от Рюриковичей князь Рогволод.

## Столица
В большинстве списков «Повести временных лет», включая Ипатьевский, первоначальной столицей Рюрика названа Ладога. «Срубиша» крепость в Ладоге, Рюрик через 2 года перемещается к озеру Ильмень, где в истоке реки Волхов он основывает «новый город» — Новгород. В традиции новгородского летописания Рюрик изначально избирает своей резиденцией Новгород, сообщения о закладке им каких-либо городов отсутствуют.
Вопрос о том, какая из двух версий является верной, дискутируется со времён В. Н. Татищева. Наиболее активно тезис о Ладоге как о «первой столице Руси» в новейшее время отстаивали археологи Д. А. Мачинский и Н. А. Кирпичников. Авторы специальных текстологических исследований летописей, А. А. Шахматов и А. А. Гиппиус, считали первичным новгородский вариант. Той же точки зрения придерживались историки В. О. Ключевский и Д. С. Лихачёв. Сопоставление различных изводов летописи приводит Гиппиуса к выводу о том, что в «Начальном своде» XI века, предшествовавшем «Повести временных лет», в качестве столицы Рюрика был указан Новгород, а данные о Ладоге вместе с другими свидетельствами об этом городе были внесены в 1117 году после поездки летописца в этот город. Возможно также, что сведения о резиденции Рюрика в Ладоге были почерпнуты летописцем из разговора с местным посадником из числа потомков Рёгнвальда Ульвсона и отражают древнюю местную традицию, заслуживающую не меньшего доверия, чем данные киевского «Начального свода».

## Титул правителя
Е. А. Мельникова отмечает, что термин «князь» в «Повести временных лет» применяется к правителям разного ранга, статуса и происхождения. Помимо правителей Руси, князьями именуются главы славянских племенных объединений, печенежские и половецкие ханы, литовские вожди и др. Летописи отражают терминологию периода не ранее конца XI — начала XII века; договоры Руси с Византией, включённые в состав «Повести временных лет», несут следы поновления терминологии. Все эти наблюдения, по мнению Мельниковой, в отношении терминологии IX—X веков заставляют отдавать предпочтение не летописным и связанным с ними текстам, а более малочисленным, но аутентичным синхронным источникам: древнерусским эпиграфическим текстам и иноязычным свидетельствам. Эти источники применительно к русским правителям раннего периода отражают титул «каган». Мельникова считает, что термин «каган» оставался официальным титулом киевского князя вплоть до последней четверти XI века (граффити с упоминанием кагана, предположительно Святослава Ярославича). Титул «каган» на протяжении XI века начал заменяться, а к концу столетия был окончательно вытеснен титулом «князь». При этом правители славянских племён, согласно арабским источникам, именовались князьями и ранее, в IX веке. Русам необходимо было маркировать свой особый статус, отличный от славянской племенной знати, что требовало принятия ими инокультурного по отношению к славянам титула, причём более высокого ранга. Подходящим был титул «каган», заимствованный у хазар. Этим титулом пользовались правители русов сначала Волховско-Ильменского региона, а после установления власти над Средним Поднепровьем — Киевской Руси. При этом сам термин «Русский каганат» Мельникова не использует. Также Мельникова отмечает, что Олег Святославич был не только князем Тмуторокани, но и крымских хазар, что и может объяснять его титулование каганом в «Слове о полку Игореве».
В. Я. Петрухин отмечает, что историографическая проблема «Русского каганата» сводится к вопросу о том, насколько реальными были претензии русских правителей на титул кагана, то есть насколько эти претензии могли быть признаны правителями соседних государств. По мнению учёного, в Ингельгейме русью называли себя скандинавы, осевшие на речных магистралях севера Восточной Европы. Использование хазарского «имперского» титула «каган» объясняется хазарским культурным и политическим наследием, включая контроль над частью бывшей территории Хазарии.
В русско-византийском договоре 911 года, трактате Константина Багрянородного и пространном описании Руси Ибн Фадланом (922) употребляются иные титулы («великий князь», архонт, малик).

## Данные археологии

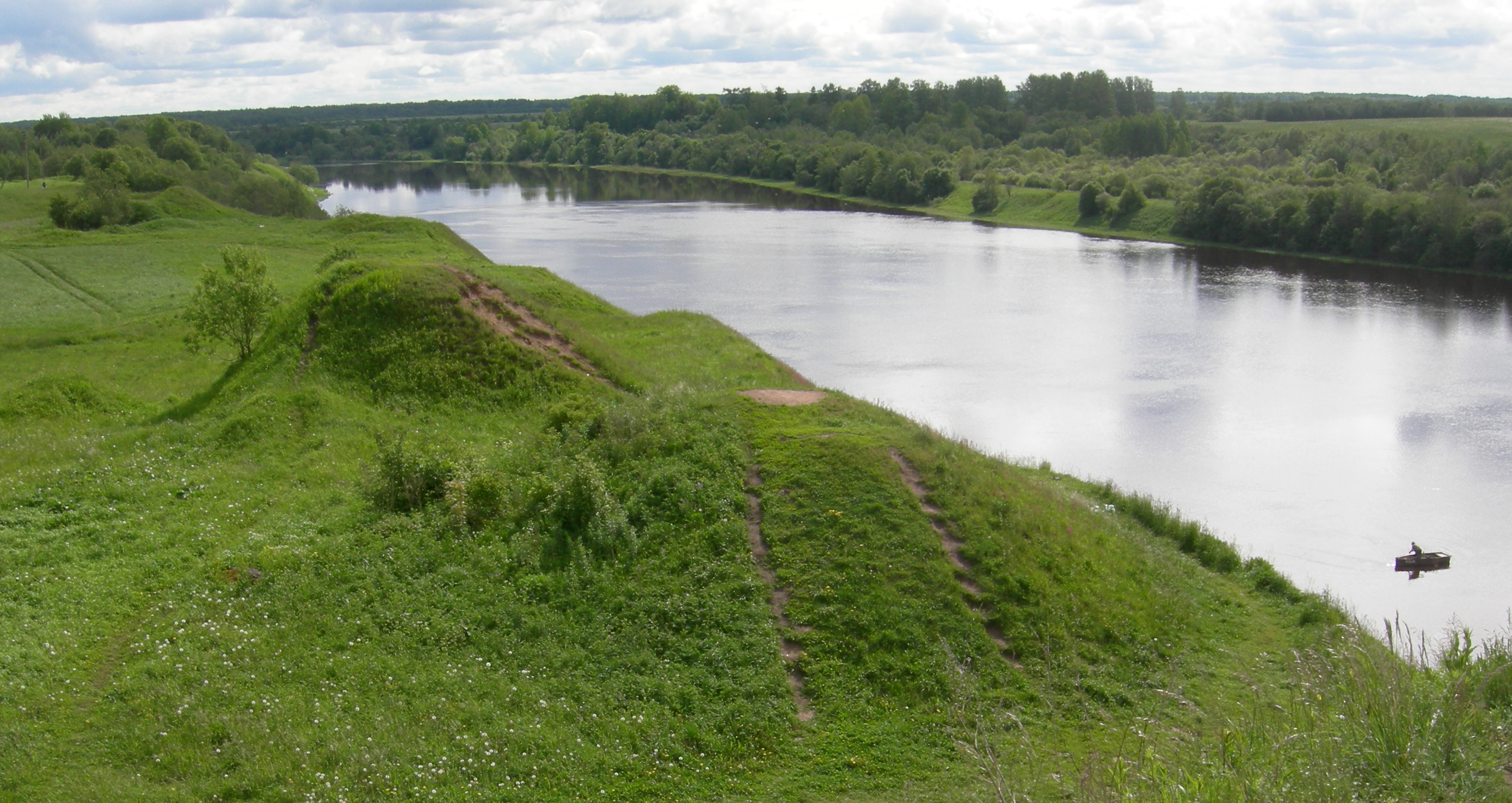
Сопки Поволховья

С археологической точки зрения Ладога выглядит более предпочтительным кандидатом на роль первой столицы Рюрика, чем названное в XIX веке его именем Городище. Украинско-американский историк О. И. Прицак разрешает спор однозначно в пользу Ладоги как древнейшего города на северо-востоке Восточно-Европейской равнины — археологические свидетельства существования Новгорода (за пределами Городища) в рассматриваемый период отсутствуют. Летописи могли относить существование Новгорода к IX веку ретроспективно, поскольку надёжно датированные археологические слои города относятся ко времени не ранее 930-х годов. По мнению археологов, Новгород появился примерно на рубеже IX—X веков или в начале X века на месте более ранних селищ и городищ у истока Волхова из Ильменя.
После пожаров 870-х и двух десятилетий запустения в 890-е годы Ладога возрождается. Здесь строится «большой дом» (дендрохронологически датирован 894 годом), и Городище с новой хлебопекарной печью, дендрохронологически датируемой по забору 896—897 годами. С деятельностью Рюрика также связывают погребальную камеру сопковидного некрополя Плакун под Ладогой (ок. 900 года), где, предположительно, захоронены его дружинники, или, по выражению археолога А. Н. Кирпичникова, «стража и двор конунга». На вершине сопки захоронен воин в корабле с конём. Ближайшие аналоги такого могильника известны из Ютландии (район Хедебю).
Некоторые центры Поволховья середины IX века в этот период вовсе не возрождаются (Любша, Холопий Городок), другие возрождаются в значительно более скромных масштабах (Новые Дубовики). Появляются новые центры, например, Гнёздова, возобновляется активная торговля с Востоком, прерванная межплеменными волнениями 870-х годов, когда количество арабских монетных кладов упало с 23 (за 860—879 годы) до трёх (за 880—899 годы). В Ладоге, ставшей, по выражению А. Н. Кирпичникова, «кратковременной столицей Верхней или Внешней Руси», на рубеже IX—X веков строится каменная крепость (открыта раскопками 1974—1975 годов):

Постройка эта претендует считаться самым древним каменным сооружением первых веков русской истории. Начало отечественного каменного дела получило, таким образом, новую, можно сказать удивительную по давности, дату своего отсчета. Ведь ничего подобного не было в то время ни в славянской Восточной Европе, ни в странах Балтийского бассейна.— А. Н. Кирпичников

## Продвижение на юг
Ранее X века скандинавские древности на среднем Днепре отсутствуют. Почти одновременно с экономическим подъёмом Поволховья в 890-е годы в верховьях Днепра формируется огромный для своего времени скандинавский лагерь в Гнездово (возможно, прото-Смоленск). В начале X века артефакты дружинно-княжеского типа впервые появляются на Шестовице (возможно, прото-Чернигов). Таким образом, наблюдается постепенное продвижение скандинавов по водным путям на юг из бассейна Волхова в бассейн Днепра. Согласно летописям, преемник Рюрика князь Олег подчинил себе города Смоленск и Любеч (летописная хронология приурочивает эти события к 882 году), а затем утвердился в Киеве, куда перенёс столицу государства.
Отношения Олега с Игорем, сыном Рюрика, проблематичны. По Новгородской первой летописи, предположительно отражающей Начальный свод, Олег был воеводой Игоря и занимал по отношению к нему подчинённое положение. Предполагается, что киевские летописцы XI века стремились принизить положение Олега как лица, не принадлежавшего к правящей династии. После того, как в руки летописца попал греческий текст русско-византийского договора 911 года, где Олег назван великим князем, была подготовлена новая версия летописного свода («Повесть временных лет»), где положение Олега было повышено: теперь он описывался как родственник и опекун Игоря, причём последний, даже возмужав, продолжал повиноваться ему как старшему («хожаша по Олзе и слушаша»).

## Перемена торговых путей
В IX веке (время гипотетического Русского каганата) основой экономического благосостояния Северо-Восточной Европы служил Волжский торговый путь через Хазарию в Арабский халифат. Днепровский путь в то время не функционировал в связи с тем, что речные пути в Северном Причерноморье были блокированы венграми (см. Леведия). С правлением Рюрика и его ближайших преемников связаны такие события, как походы русов на Абаскун в Горганском заливе и унёсшая жизни 30000 русов резня в Итиле (913 год, по другим данным 910 год). После этого конфликта с хазарами Волжский торговый путь оказался заблокирован для русов, в связи с чем Олег прокладывает новый «путь из варяг в греки». Первый договор с Византией 911 года гарантировал русам важные привилегии в торговле с греками. Наладив по Днепру торговлю с переживавшим «македонское возрождение» Константинополем, Олег предопределил дальнейший вектор внешнеполитического и культурного развития государства Рюриковичей. 

## Язык
Древнерусский язык (для данного периода это название ретроспективно), язык восточных славян сформировался из единого праславянского языка. Существенно отличались от остальных псковско-новгородские говоры. Согласно исследованиям лингвиста Г. А. Хабургаева, древнерусский язык не был единым, а включал большое число диалектов и представлял собой результат их конвергенции, которой способствовало объединение восточных славян в составе единого государства
Согласно лингвисту С. Л. Николаеву, большая часть летописных варяжских имён (в том числе в текстах договоров с греками) отражает фонетику самостоятельного северогерманского (скандинавского) диалекта (названного учёным континентальным северогерманским языком), отдельного от древнескандинавского языка, но близкого к нему. Эта фонетика заметно отличается от фонетики древнедатского, древнешведского и древнесеверного (древненорвежского и древнеисландского) языков, но в целом восходит к прасеверогерманской и отражает северогерманские инновации. Она имеет архаические черты, свидетельствующие о более раннем отделении диалекта от древнесеверогерманского (древнескандинавского) языка, чем разделение остальных северогерманских языков на восточную (шведско-датскую) и западную (норвежско-исландскую) и гутническую группы. По Николаеву, на континентальном северогерманском диалекте в конце 1-го тысячелетия говорили скандинавы, осевшие в Новгородской земле, в основном составлявшие до XIII века варяжскую часть дружины русских князей. Им также, возможно, пользовались скандинавы, осевшие в Смоленской земле (в Гнёздово северогерманское население непрерывно существовало с Х по XII века, его жители постепенно славянизировались в среде смоленских кривичей) и скандинавы древнего Пскова, откуда происходит варяжка княгиня Ольга, имя которой также анализируется как континентальное северогерманское. Предполагается, что континентальный северогерманский диалект сформировался на территории будущей Руси в «гардах» (в «варяжских слободах»), заселённых выходцами из Скандинавии в VIII—IX веках. Наряду с именами, отражающими фонетику континентального северогерманского диалекта, в летописях представлены имена с фонетикой восточно- или западноскандинавской групп. Как правило, такие имена фонетически являются восточношведскими и древнесеверными. Так, судя по узкому рефлексу северогерманского праязыка *œ̄, древнешведскую форму Rȳrik это имя имело в среднешведских (уппландских) диалектах. По мнению лингвиста А. В. Циммерлинга, имена варягов в списке послов и примкнувших к ним лиц указывают на достаточно поздние фонетические процессы, большинство из которых отражают восточно-скандинавские диалектные черты.